# Clapiers
Clapiers är en kommun i departementet Hérault i regionen Occitanien i södra Frankrike. Kommunen ligger i kantonen Montpellier 2e Canton som tillhör arrondissementet Montpellier. År 2022 hade Clapiers 6 010 invånare.

## Befolkningsutveckling
Antalet invånare i kommunen Clapiers
Referens:INSEE